# Église catholique en Croatie
L'Église catholique en Croatie (en croate : « Katoličanstvo u Hrvatskoj »), désigne l'organisme institutionnel et sa communauté locale ayant pour religion le catholicisme en Croatie.
L'Église en Croatie est organisée en quatre provinces ecclésiastiques et un archevêché, qui ne sont pas soumises à une juridiction nationale au sein d'une église nationale mais sont soumises à la juridiction universelle du pape, évêque de Rome, au sein de « l'Église universelle  » elle est une union de communautés locales, 
Sur les quatre provinces, une seule est totalement en Croatie, les trois autres étant en partie sur d'autres États : une province est en partie au Monténégro, une autre en partie en Bosnie-Herzégovine et enfin une autre en partie en Serbie.
Ces quatre provinces répartissent 19 diocèses : cinq archidiocèses métropolitains et onze diocèses totalement en Croatie, un diocèse en partie en Croatie et en Bosnie-Herzégovine, un diocèse au Monténégro, et un diocèse en Serbie.
En étroite communion avec le Saint-Siège, les évêques des diocèses la Croatie disposent d'une instance de concertation, la conférence épiscopale croate.
Même si la Croatie n'a plus de religions d'État ni officielles depuis son indépendance en 1990, l'article 40 de la Constitution de la Croatie de 1990 stipule que « la liberté de manifester sa religion [est] garantie », autorisant, l'Église catholique.
En Croatie, la communauté catholique est majoritaire,.

## Histoire
Les Croates ont eu leur premier contact avec le Saint-Siège en 641 lorsque l'envoyé du pape, l'abbé Martin, s'est adressé à eux afin de racheter les captifs chrétiens et les ossements des martyrs que les Croates gardaient.
Il n’y a pas beaucoup d’informations sur le « baptême des Croates », mais on sait que celui-ci a été accepté de manière pacifique et librement, et qu’il a eu lieu entre le VIIe siècle et le IXe siècle.
En 880, Jean VIII rend légale la conduite du culte en slavon d'église.
Après la fin de l'URSS, la Croatie n'a plus de religions d'État ni officielles depuis 1990.
Pendant la guerre d'indépendance de la Croatie (1990-1995), 1 426 églises ont été détruites ou endommagées.

## Organisation
L'Église catholique romaine en Croatie est divisée en 18 diocèses (dont 5 archidiocèses) : 
- Province ecclésiastique de Rijeka
  - Archidiocèse de Rijeka (Fiume)
  - Diocèse de Gospić-Senj (hr)
    - La paroisse de Zavalje située en Bosnie-Herzégovine est rattachée au diocèse de Gospic-Senj (de)

  - Diocèse de Krk (de)
  - Diocèse de Poreč i Pula (de)
- Province ecclésiastique de Đakovo-Osijek
  - Archidiocèse de Đakovo-Osijek
  - Diocèse de Požega (de)
  - Diocèse de Syrmie, en Serbie
- Province ecclésiastique de Split-Makarska
  - Archidiocèse de Split-Makarska
  - Diocèse de Dubrovnik
  - Diocèse d'Hvar (it)
  - Diocèse de Kotor, au Monténégro
  - Diocèse de Šibenik (it)
- Province ecclésiastique de Zagreb
  - Archidiocèse de Zagreb
  - Diocèse de Bjelovar-Križevci
  - Diocèse de Sisak (de)
  - Diocèse de Varaždin (de)
  - Éparchie gréco-catholique de Križevci
- Archidiocèse de Zadar (sous la juridiction directe du Saint-Siège)

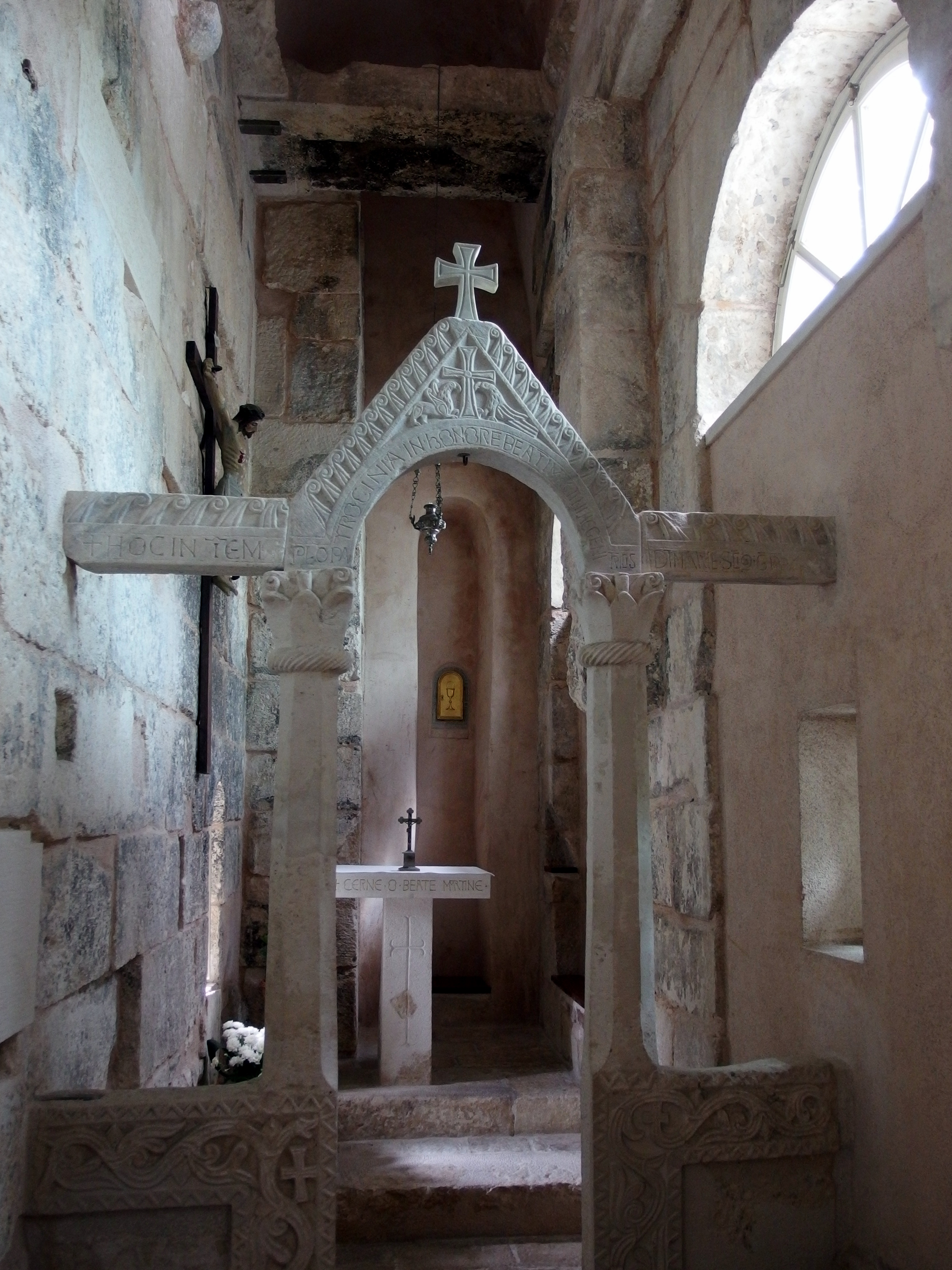
L'église Saint-Martin de Split.
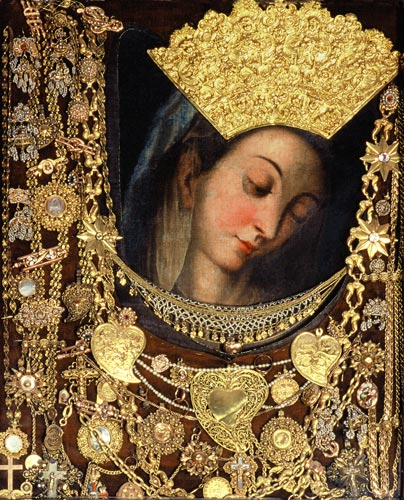
Notre-Dame de Sinj.
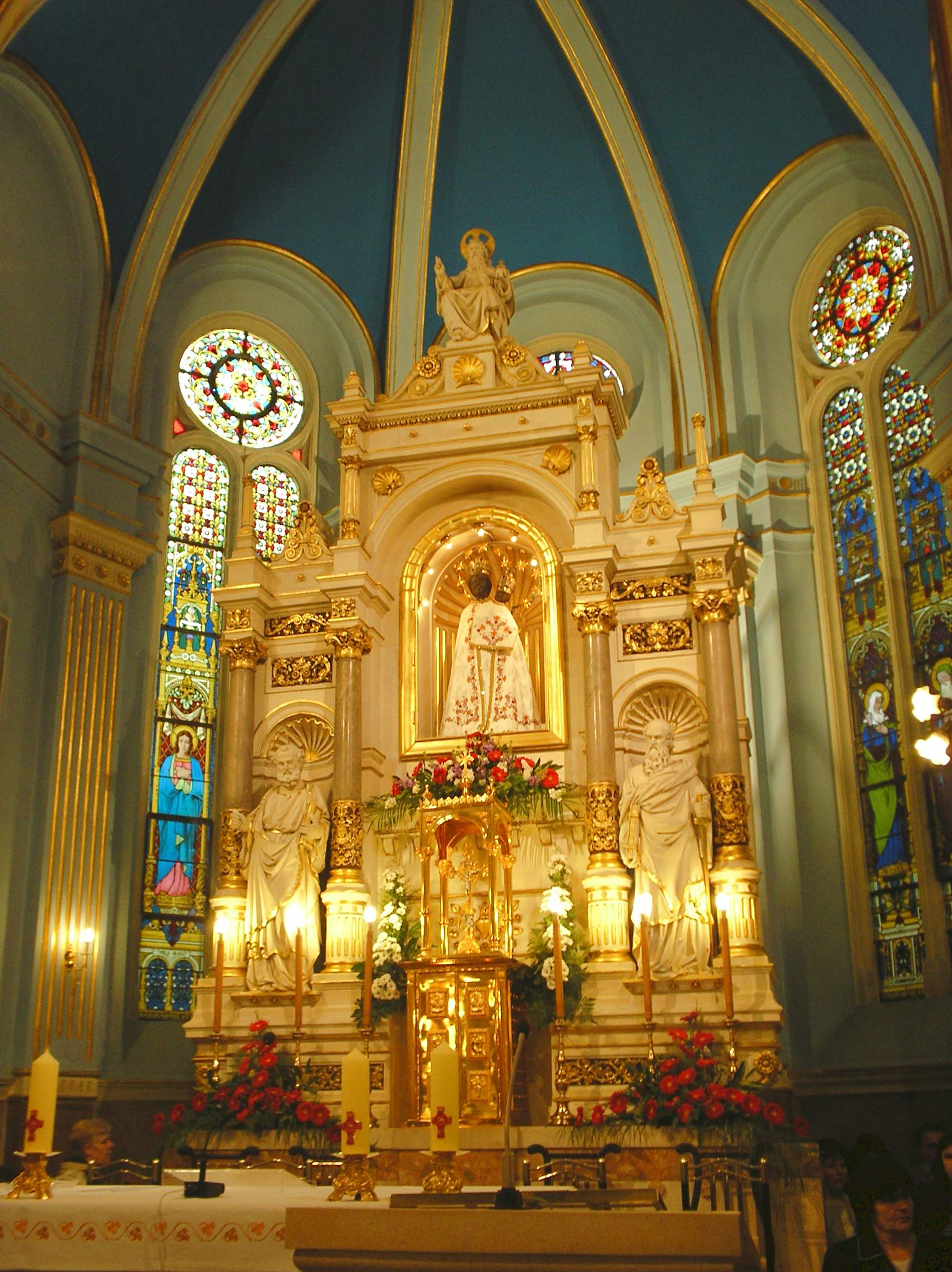
Autel de la basilique de Marija Bistrica.
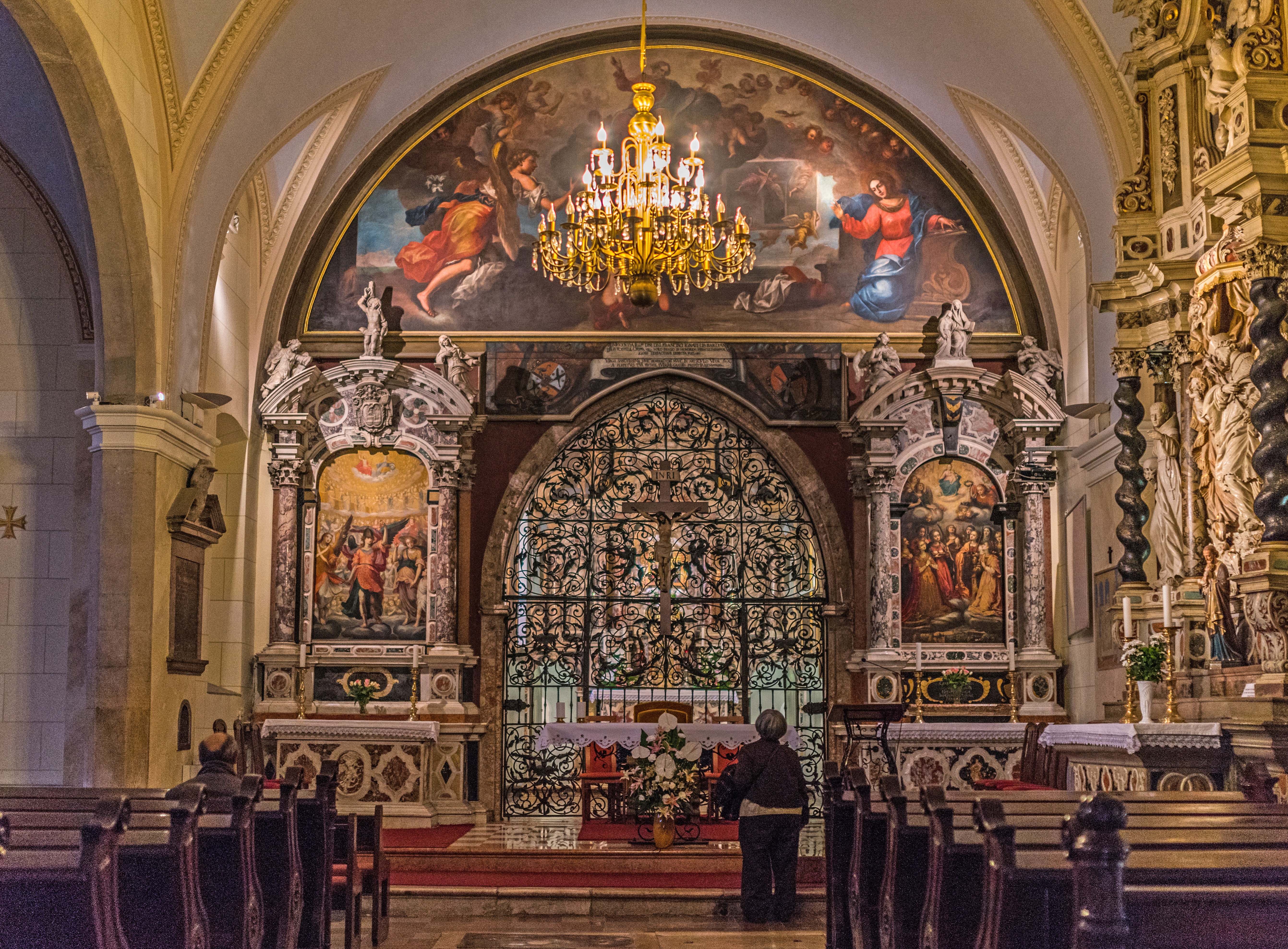
L'autel de l'église Notre-Dame de Trsat, Rijeka.

## Statistiques
Dans une population de 4,1 millions d'habitants, l’Église catholique compte le plus de fidèles en Croatie avec 3,7 millions de fidèles (86,3 %) contre 7,81 % de sans-religion, 4-5 % d'orthodoxes, 1,47 % de musulmans et 1 % de protestants.